# Himmelsk vision
En himmelsk vision är inom kristen teologi den eviga och direkta uppfattningen om Gud för dem som befinner sig i himmelriket, vilket ger högsta lycka och salighet. Medan människans uppfattning om Gud i livet är indirekt (medierad), är den himmelska visionen direkt (omedelbar). Thomas av Aquino definierade den himmelska visionen som den slutliga utgången av den mänskliga existensen efter den fysiska döden. Aquinos formulering av att skåda Gud i himlen är parallell med Platons beskrivning av att skåda det goda i en värld av kunskap.
Den himmelska visionen fanns med i en kontrovers när påve Johannes XXII förnekade att de räddade människorna fick uppleva den innan domedagen.

## Inom kristendomen
Bibeln lär inom kristendomen att
| ” | Gud "bor i ett ljus som ingen kan nalkas" (Första Timotheosbrevet 6:16) men när Gud uppenbarar sig för oss i himmelriket kommer vi se honom "ansikte mot ansikte" (Första Korinterbrevet 13:2, Matteusevangeliet 5:8, Psalm 17:15). | „ |

Detta koncept har kallats "den himmelska visionen av Gud" av teologer från olika kristna kyrkosamfund, inklusive lutherdomen, katolicismen och metodismen.

## Inom platonismen
Enligt Platons filosofi är den himmelska visionen visionen om "det goda", som för Platon också motsvarar Gud i kristen teologi. Augustinus uttryckte åsikter som liknade Platons om detta ämne. Han var säkerligen bekant med Platons idéer, antingen direkt eller via nyplatonska skrifter.

## Historia
Under 1200-talet beskrev filosofen och teologen Thomas av Aquino den slutliga utgången av en människas liv, som består i den intellektuella, himmelska visionen av Guds väsen efter döden. Se Summa Theologiae.
Enligt Aquino överträffar den himmelska visionen både tro och förnuft. Rationell kunskap uppfyller inte helt människans inneboende vilja att lära känna Gud, eftersom förnuftet främst är intresserat av sakliga föremål och därmed bara kan dra sina slutsatser om Gud indirekt.